# LIGA RJ
Liga Independente do Grupo A do Rio de Janeiro (LIGA RJ) é a liga de carnaval que organiza a Série Ouro, segundo grupo do Carnaval Carioca.

## História
A LIGA RJ foi criada em 17 de abril de 2019 inicialmente como um movimento de oposição organizado por dirigentes de nove agremiações que insatisfeitas com a gestão vigente na Liga das Escolas de Samba do Rio de Janeiro, então presidida por Renato Thor, pleiteava assumir a organização dos desfiles da então Série A. O grupo foi encabeçado por Wallace Palhares, ex-presidente do Acadêmicos do Sossego, nomeado presidente da nova liga, tendo Fábio Montebelo, ainda presidente da Unidos do Porto da Pedra, como vice. Em resposta à criação da nova liga, a LIERJ emitiu um comunicado em 22 de abril questionado a legitimidade do grupo e chegando a colocar em dúvida alguns resultados de desfiles da Série B (atual Série Prata), à época organizados pela LIESB, então comandada por dirigentes próximos à LIGA RJ. No mesmo texto, a LIERJ chegou a ameaçar recusar a filiação da Acadêmicos de Vigário Geral, escola campeã da Série B em 2019, até que fossem feitos “os devidos esclarecimentos”. Com a eleição de Wallace Palhares à presidência da LIERJ, em 23 de maio de 2019, a LIGA RJ foi desativada e as agremiações pertencentes ao grupo dissidente voltaram a ser filiadas da entidade.
Em 26 de maio de 2021, é anunciado que a LIGA RJ passa a comandar os desfiles do segundo grupo do Carnaval Carioca, agora chamado de Série Ouro, após 8 anos sob a tutela da LIERJ, que passou a ser direcionada à projetos sociais e culturais em apoio às comunidades das agremiações pertencentes ao grupo. Wallace Palhares assumiu a presidência da entidade, reativada após dois anos, ocupando a mesma função que exercia na LIERJ.